# Покутній Сергій Іванович
Сергій Іванович Покутній (нар. 28 січня 1955 року в селі Спасове Новгородківського району Кіровоградської області) —  український учений у галузі лазерної фізики, оптики, нанотехнологій, доктор фізико-математичних наук, професор.

## Професійна біографія
1978 — закінчив фізико-математичний факультет Криворізького державного педагогічного інституту із відзнакою. Працював учителем фізики. 
1981—1984 — навчався в аспірантурі науково-дослідного інституту спектроскопії АН СРСР за спеціальністю «Оптика».
1984—1995 — працював у  Криворізькому державному педагогічному інституті на посадах асистента, старшого викладача, доцента, професора кафедри фізики. 1994—1995 — завідувач кафедри фізики 
1988 — захистив дисертацію «Електронні стани і перенесення енергії електронного збудження в неоднорідних середовищах» на здобуття наукового ступеня кандидата фізико-математичних наук у спеціалізованій вченій раді Одеського державного університету імені І. І. Мечникова за спеціальністю «Оптика, лазерна фізика».
1992 — присвоєно вчене звання доцента по кафедрі фізики.
1994 — захистив дисертацію «Спектроскопія макроскопічних локальних станів в ультрадисперсних конденсованих середовищах» на здобуття наукового ступеня доктора фізико-математичних наук у спеціалізованій вченій раді Одеського національного університету імені І. І. Мечникова за спеціальністю «Оптика, лазерна фізика».
1995—1999 — професор кафедри вищої математики Українського морського технічного університету.  
1996 — присвоєно вчене звання професора.
1999—2013 — директор Іллічівського навчально-наукового центру Одеського національного університету імені І. І. Мечникова.
З 2013 — провідний науковий співробітник відділу фізики та хімії наносистем Інституту хімії поверхні імені О. О. Чуйка НАН України. З 2024 — член вчено ради  Інституту хімії поверхні імені О. О. Чуйка НАН України.
Cфера наукових інтересів: оптика, лазерна фізика, теорія локальних станів у неоднорідних середовищах, наносистеми, нанотехнології.
Автор і співавтор понад 100 наукових праць, зокрема монографій, наукових статей у фахових виданнях